# Рибейран-Бониту
Рибейран-Бониту (порт. Ribeirão Bonito) — муниципалитет в Бразилии, входит в штат Сан-Паулу. Составная часть мезорегиона Араракара. Входит в экономико-статистический микрорегион Сан-Карлус. Население составляет 11 924 человека на 2006 год. Занимает площадь 471,498 км². Плотность населения — 25,3 чел./км².
Праздник города — 5 марта.

## История
Город основан в 1882 году.

## Статистика
- Валовой внутренний продукт на 2003 составляет 179.517.917,00 реалов (данные: Бразильский институт географии и статистики).
- Валовой внутренний продукт на душу населения на 2003 составляет 15.458,36 реалов (данные: Бразильский институт географии и статистики).
- Индекс развития человеческого потенциала на 2000 составляет 0,781 (данные: Программа развития ООН).

## География
Климат местности: тропический. В соответствии с классификацией Кёппена, климат относится к категории Aw.